# Le Mas
Le Mas település Franciaországban, Alpes-Maritimes megyében. Lakosainak száma 98 fő (2022. január 1.). Le Mas Aiglun, Andon, Gars, Gréolières, Les Mujouls és Saint-Auban községekkel határos.

## Népesség
A település népességének változása:
| Lakosok száma | 46   | 120  | 108  | 128  | 166  | 158  | 155  | 118  | 100  | 98   |
|               | 1968 | 1982 | 1990 | 2006 | 2013 | 2015 | 2017 | 2019 | 2020 | 2022 |